# Gulf Park Estates, Mississippi
Gulf Park Estates là một thành phố thuộc quận Jackson, tiểu bang Mississippi, Hoa Kỳ. Năm 2010, dân số của thành phố này là 5 719 người.

## Dân số
- Dân số năm 2000: 4 272 người.
- Dân số năm 2010: 5 719 người.